# OTR–23 Oka
Az R–400 Oka (GRAU-kódja: 9K714, NATO-kódja: SS–23 Spider) mobil kis hatótávolságú ballisztikus rakéta, melyet a Szovjetunióban fejlesztettek ki a hidegháború vége előtt az elavult SS–1C Scud B leváltására. Az Oka bevezetése jelentősen megnövelte a Szovjetunió nukleáris erejét, mivel hatótávolsága és pontossága lehetővé tette a NATO megerősített célpontjain kívül – mint például a repterek, nukleáris szállítási rendszerek, irányító központok – a mozgó célpontok támadását is. Ezen kívül gyors reagálási ideje is van, hozzávetőleg öt percen belül ki lehet lőni rakétáját, melyet szinte lehetetlen elhárítani, így könnyen áttörheti az ellenséges védelmet.

## Rakéta típusok
- A 9M714V rakéta az AA-60 (9N63) nukleáris robbanófejjel volt felszerelve, maximális hatótávolsága 500 km volt.
- A 9M714F rakéta egy 450 kg-os repesz-romboló robbanófejjel volt felszerelve, maximális hatótávolsága 450 km volt.
- A 9M714K rakéta egy 715 kg-os kazettás robbanófejjel volt felszerelve, maximális hatótávolsága 300 km volt.

Ezeken kívül egyes jelentések szerint az R-400 képes volt vegyi töltetek kilövésére is.

## Rendszeresítők

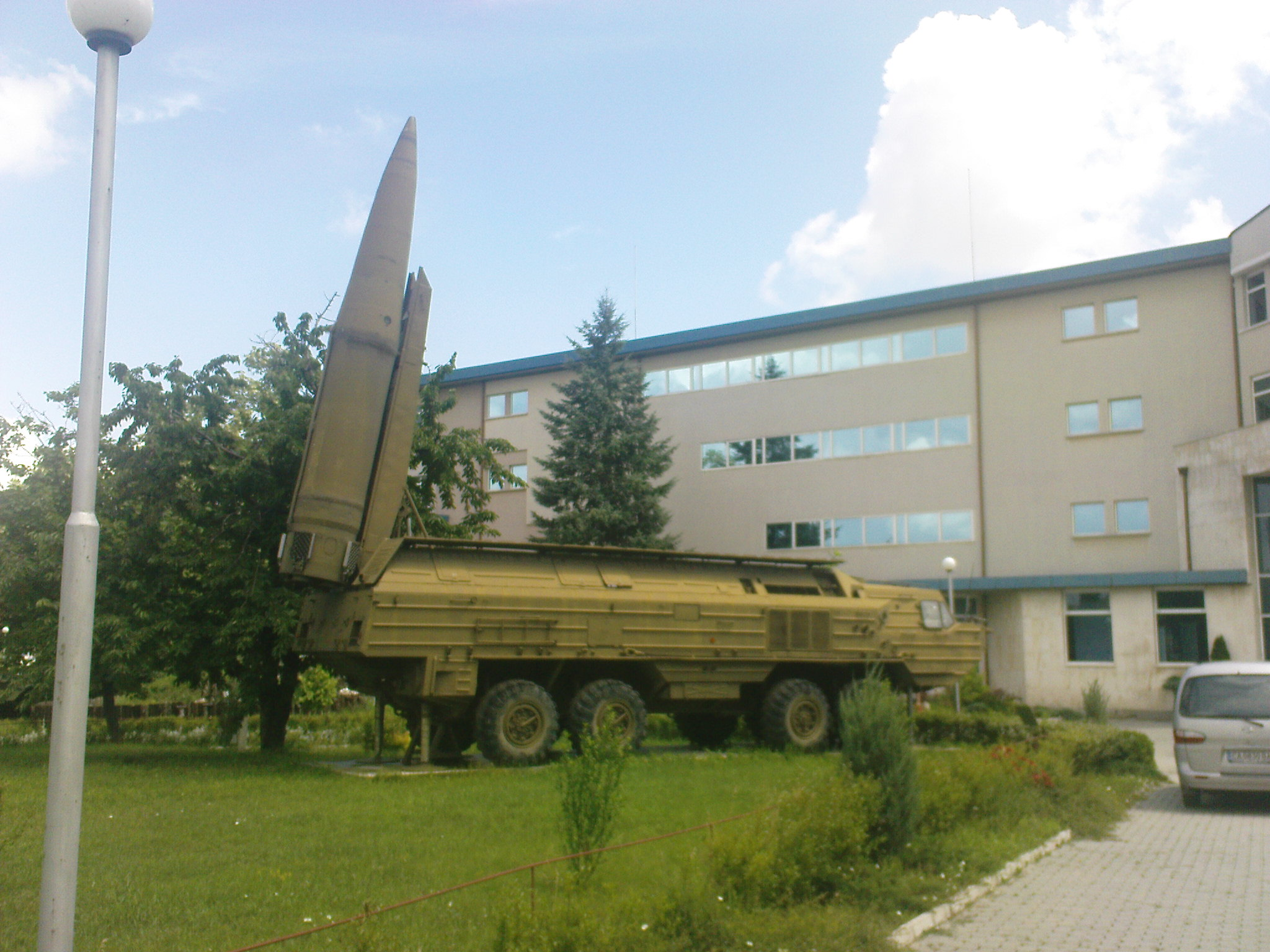
Egy R–400 Oka a szófiai nemzeti hadtörténeti múzeumban.

- Szovjetunió – az INF-szerződést követően kivonták.
- NDK – az 1990-es években kivonták.
- Bulgária – 2002-ben kivonták.
- Csehszlovákia – átadta az utódállamoknak.
- Csehország – az 1990-es években kivonták.
- Szlovákia – 2000-ben kivonták.

## Fordítás
- Ez a szócikk részben vagy egészben  az   OTR-23 Oka című angol Wikipédia-szócikk ezen változatának fordításán alapul.  Az eredeti cikk szerkesztőit annak laptörténete sorolja fel. Ez a jelzés csupán a megfogalmazás eredetét és a szerzői jogokat jelzi, nem szolgál a cikkben szereplő információk forrásmegjelöléseként.